# 17 октября
17 октября — 290-й день года (291-й в високосные годы) по григорианскому календарю.
До конца года остаётся 75 дней.
До 15 октября 1582 года — 17 октября по юлианскому календарю, с 15 октября 1582 года — 17 октября по григорианскому календарю.
В XX и XXI веках соответствует 4 октября по юлианскому календарю.

## Праздники и памятные дни

### Международные
- ООН — Международный день борьбы за ликвидацию нищеты[2][3]

### Религиозные
Православие:
- Память священномученика Иерофея, епископа Афинского (I век);
- обретение мощей святителей Гурия, архиепископа Казанского, и Варсонофия, епископа Тверского (1595 год);
- Собор Казанских святых;
- память священномученика Димитрия Вознесенского, пресвитера (1918 год);
- память священномучеников Николая Верещагина, Михаила Твердовского, Иакова Бобырева и Тихона Архангельского, пресвитеров, преподобномученика Василия (Цветкова) (1937 год);
- память святой Хионии Архангельской, исповедницы (1945 год);
- память благоверного князя Владимира Ярославича Новгородского, чудотворца (1052 год);
- память преподобных Елладия и Онисима Печерских, в Ближних пещерах (XII—XIII века);
- память преподобного Аммона, затворника Печерского, в Дальних пещерах (XIII век);
- память мучеников Гаия, Фавста, Евсевия и Херимона (III век);
- память священномученика Петра Капитолийского (III—IV века)[6];
- память мучениц Домнины и дочерей её Виринеи (Вероники) и Проскудии (Просдоки) (305—306 годы)[7];
- память преподобного Аммона (Аммуна) Нитрийского (около 350 года);
- память преподобного Павла Препростого (IV век);
- память мучеников Давикта (Адавкта) и дщери его Каллисфении (IV век)[8];
- память святого Стефана Щиляновича (1515 год) (Серб.).

## События

### До XX века
- 1346 — битва при Невиллс-Кроссе: разгром шотландской армии английскими войсками и пленение Давида II, короля Шотландии.
- 1404 — папой римским становится Иннокентий VII.
- 1604 — немецкий астроном Иоганн Кеплер начал наблюдение сверхновой звезды (SN 1604), названой впоследствии его именем.
- 1659 — в Переяславле сын Богдана Хмельницкого Юрий подписал с Москвой соглашение, которым регулировалось положение казаков.
- 1738 — Михаил Ломоносов направляет из Марбурга в Санкт-Петербург своё первое учёное сочинение («Образчик знания») «О превращение твёрдого тела в жидкое».
- 1740 — участниками Второй Камчатской экспедиции Витуса Беринга основан Петропавловск-Камчатский.
- 1787 — начался выход серии статей «Федералист», подготовивших принятие Конституции США.
- 1825 — в Париже прошла премьера одноактной оперы Ференца Листа «Дон Санчо, или Замок любви». Композитору тогда ещё не исполнилось 14 лет.
- 1831 — Майкл Фарадей произвёл первое успешное испытание электрического динамо, открыв электромагнитную индукцию.
- 1854 — начало обороны Севастополя.
- 1855
  - англичанин Генри Бессемер запатентовал свой процесс приготовления стали.
  - состоялось сражение у Кинбурна. В этом сражении впервые были применены броненосные корабли.
- 1869 — по заданию газеты «Нью-Йорк Геральд» Генри Стэнли отправился на поиски экспедиции Дэвида Ливингстона, пропавшей в Африке.
- 1896 — полным провалом завершилась в Александринском театре премьера пьесы А. Чехова «Чайка», после чего он зарёкся писать что-либо для сцены.
- 1897 — Константин Циолковский сообщил о постройке аэродинамической трубы.

### XX век
- 1902 — в Детройте выпущен первый автомобиль марки «Кадиллак». Отделение концерна «Дженерал Моторс» по выпуску легковых автомобилей класса «люкс», было основано как Cadillac Automobile Company предпринимателем Уильямом Мёрфи (William Murphy) и выдающимся инженером Г. Лиландом (Henry Martyn Leland). Своё звучное название компания получила в память об Антуане да Ла Мотт Кадиллаке (Antoine Laumet de La Mothe, Sieur de Cadillac), основателе города Детройта.
- 1918
  - Венгрия провозгласила независимость от Австрии. В октябре 1918 года в Венгрии произошла революция. Венгрия стала независимым государством. 21 марта 1919 года провозглашена Венгерской советской республикой, после падения которой (1 августа 1919 года) в стране была установлена диктатура Хорти (1920—1944 гг.).
  - В Москве основан первый в мире государственный Музей игрушки.
- 1926 — основан Мурманский областной краеведческий музей.
- 1933
  - Вышел первый номер американского журнала Newsweek (тогда носил название News-Week).
  - Альберт Эйнштейн прибыл в Нью-Йорк как беженец из нацистской Германии.
- 1938 — указ Президиума Верховного Совета СССР об учреждении медалей «За отвагу» и «За боевые заслуги».
- 1944 — Вторая Мировая война: началась битва за Лейте.
- 1956 — в Швеции заработала первая в мире автоматическая система мобильной связи[9].
- 1959 — южноафриканская компания «Де Бирс» объявила о том, что ею произведены первые искусственные алмазы.
- 1961
  - Открылся XXII съезд КПСС (проходил до 31 октября), на котором была принята 3-я Программа КПСС и провозглашена задача построения коммунистического общества к 1980 году. Одновременно с этим событием был открыт Кремлёвский дворец съездов (построен в 1960—1961).
  - В Нью-йоркском Музее современного искусства была выставлена картина Анри Матисса «Лодка» (Le Bateau). Только 3 декабря кто-то обратил внимание на то, что картина висит вверх ногами.
- 1962 — первое выступление «Битлз» на британском телевидении на канале «TV Granada» в передаче «People and Places».
- 1966 — пожар на 23-й улице в Нью-Йорке, погибло 12 пожарных.
- 1967
  - В Нью-Йорке состоялась премьера мюзикла «Волосы».
  - В Великобритании опубликован «Акт об аборте» («Abortion Act»), который положил начало легализации в Западной Европе искусственного прерывания беременности (уже узаконенного к тому времени в социалистических странах).
- 1968 — начался поэтапный вывод союзных войск с территории Чехословакии.
- 1979
  - Состоялся первый полёт пассажирского самолёта Cessna «Model T303 Crusader».
  - Мать Тереза удостоена Нобелевской премии мира
- 1985 — выпущен первый 32-разрядный процессор для IBM PC-совместимых компьютеров — Intel 80386.
- 1986 — столицей летних Олимпийских игр 1992 года выбрана Барселона.
- 1988 — в Лондоне впервые исполнена считавшаяся пропавшей 10-я симфония Бетховена (Ludwig van Beethoven). Она была восстановлена английским исследователем Барри Купером на основе обнаруженных в Берлине бумаг композитора, содержавших фрагменты и наброски симфонии, поэтому трудно считать её соответствующей истинному замыслу Бетховена.
- 1989
  - В Киеве открылся I Всесоюзный фестиваль анимационных фильмов «Крок».
  - Землетрясение Лома-Приета магнитудой 6.9 рядом с Сан-Франциско, 63 погибших, более 3500 потрадавших.
- 1990
  - Григорий Явлинский подал в отставку с поста заместителя председателя Совета министров РСФСР.
  - основана база данных IMDb (Internet Movie Database) — крупнейшая база данных и веб-сайт о кинематографе.
  - основан «Внешторгбанк», позднее ставший банком ВТБ.
- 1994
  - Начало вещания телеканала «Свежий ветер».
  - В результате взрыва в редакции газеты «Московский комсомолец» был убит 27-летний журналист Дмитрий Холодов.
- 1996 — Аслан Масхадов становится премьер-министром коалиционного правительства Чечни.
- 2000 — железнодорожная катастрофа в Хатфилде, Великобритания.

### XXI век
- 2001 — палестинскими террористами застрелен министр туризма Израиля 75-летний Рехавам Зеэви.
- 2009 — в небе над юго-западом Франции столкнулись два туристических самолёта; четверо погибших[10].
- 2018 — массовое убийство в Керченском политехническом колледже, погиб 21 человек.
- 2019 — волнения в Ливане.
- 2022 — крушение Су-34 в Ейске, 16 погибших на земле.

## Родились

### До XIX векa
- 1493 — Баччо Бандинелли (ум. 1560), итальянский скульптор и художник эпохи маньеризма.
- 1727 — Джон Уилкс (ум. 1797), британский журналист, публицист и политик, лорд-мэр Лондона.
- 1729 — Пьер Монсиньи (ум. 1817), французский композитор, создатель французской комической оперы.
- 1734 — светлейший князь Григорий Орлов (ум. 1783), генерал-фельдцейхмейстер, фаворит русской императрицы Екатерины II.
- 1760 — граф Клод Сен-Симон (ум. 1825), французский философ, социолог, публицист («Новое христианство» и др.).
- 1796 — Евгений Оболенский (ум. 1865), декабрист, член «Союза благоденствия», участник восстания декабристов.
- 1799 — Фридрих Людвиг фон Келлер (ум. 1860), швейцарский юрист и педагог.

### XIX век
- 1804 — Николай Надеждин (ум. 1856), русский учёный, критик, журналист, философ, издатель журнала «Телескоп».
- 1813 — Георг Бюхнер (ум. 1837), немецкий поэт и драматург.
- 1814 — Яков Головацкий (ум. 1888), украинский поэт, писатель, фольклорист.
- 1831 — Афанасий Щапов (ум. 1876), российский историк, публицист, писатель, философ.
- 1833 — Карл Йегер (ум. 1887), немецкий художник, мастер исторической живописи.
- 1841 — Иоганн Карл Франц Хассе (ум. 1922), немецкий медик, анатом и педагог, доктор медицины.
- 1856 — Юлий Шокальский (ум. 1940), российский и советский географ, океанограф, картограф, президент Географического общества СССР (1917—1931).
- 1859 — Фредерик Чайльд Гассам (ум. 1935), американский художник-импрессионист.
- 1865 — Люциан Желиговский (ум. 1947), польский военачальник и политический деятель.
- 1870 — Пётр Красиков (ум. 1939), русский революционер, первый прокурор Верховного Суда СССР (1924—1933).
- 1878
  - Алексей Бибик (ум. 1976), русский советский писатель-прозаик и драматург, революционер.
  - Андрей Римский-Корсаков (ум. 1940), русский советский музыковед, музыкальный критик, философ, редактор.
- 1889 — Алиса Коонен (ум. 1974), актриса Камерного театра, народная артистка РСФСР, жена Александра Таирова.
- 1892 — Теодор Эйке (погиб в 1943), обергруппенфюрер СС, один из создателей системы концлагерей в нацистской Германии.
- 1900 — Джин Артур (наст. имя Глэдис Джорджиана Грин; ум. 1991), американская киноактриса.

### XX век
- 1903
  - Андрей Гречко (ум. 1976), Маршал Советского Союза, министр обороны СССР (1967—1976), дважды Герой Советского Союза.
  - Натанаэл Уэст (погиб в 1940), американский писатель.
- 1905 — Франко Альбини (ум. 1977), итальянский архитектор и дизайнер.
- 1906 — Николай Абалкин (ум. 1986), советский театральный критик, искусствовед, литературовед.
- 1911 — Михаил Друян (ум. 2000), советский кинооператор-мультипликатор.
- 1912 — Иоанн Павел I (в миру Альбино Лучани; ум. 1978), 263-й папа Римский (с 26 августа по 28 сентября 1978).
- 1915 — Артур Миллер (ум. 2005), американский драматург и прозаик, третий муж Мерилин Монро.
- 1917
  - Александр Карпов (погиб в 1944), советский лётчик-истребитель, дважды Герой Советского Союза.
  - Яков Павлов (ум. 1981), Герой Советского Союза, во время Сталинградской битвы — командир разведывательной группы, которая заняла и удерживала Дом Павлова в центре Сталинграда.
- 1918 — Рита Хейворт (при рожд. Маргарита Кармен Кансино; ум. 1987), американская киноактриса и танцовщица.
- 1920 — Монтгомери Клифт (ум. 1966), американский актёр театра, кино и телевидения.
- 1921 — Мария Гороховская (ум. 2001), советская гимнастка, олимпийская чемпионка (1952), чемпионка мира (1954).
- 1923 — Владимир Уткин (ум. 2000), академик РАН, президент Академии космонавтики, дважды Герой Социалистического Труда.
- 1924 — Юло Соостер (ум. 1970), эстонский советский художник, график, книжный иллюстратор.
- 1927 — Андрей Губин (ум. 1992), русский советский писатель-прозаик, поэт, журналист.
- 1931 — Анатолий Приставкин (ум. 2008), советский и российский писатель, общественный деятель.
- 1933 — Уильям Андерс (ум. 2024), американский военный лётчик, астронавт, генерал-майор ВВС США, государственный деятель. В 1968 года совершил первый в истории пилотируемый полёт к Луне в составе экипажа космического корабля «Аполлон-8».
- 1936
  - Иван Драч (ум. 2018), украинский прозаик, поэт, сценарист, критик, один из основателей политического движения «Рух».
  - Савва Кулиш (ум. 2001), советский и российский кинорежиссёр, сценарист, оператор, народный артист РФ.
- 1939 — Константин Бромберг (ум. 2020), советский кинорежиссёр, автор детских и музыкальных фильмов.
- 1942 — Андрис Андрейко (ум. 1976), латвийский гроссмейстер по международным шашкам, трёхкратный чемпион мира.
- 1946 — Виктор Третьяков, российский скрипач, дирижёр, педагог, народный артист СССР.
- 1948 — Джордж Вендт (ум. 2025), американский актёр и комик.
- 1950 — Алексей Стеблянко, советский и российский оперный певец (тенор), педагог, народный артист РСФСР
- 1955 — Никита Прозоровский, советский и российский актёр театра, кино и дубляжа, диктор, бард, певец.
- 1956
  - Май Джемисон, первая американская чернокожая астронавтка.
  - Кен Морроу, американский хоккеист, олимпийский чемпион, 4-кратный обладатель Кубка Стэнли.
- 1957 — Лоренс Бендер, американский кинопродюсер.
- 1962 — Майк Джадж, американский продюсер, актёр, режиссёр, сценарист, композитор и аниматор.
- 1963 — Серхио Гойкочеа, аргентинский футболист, вратарь, серебряный призёр чемпионата мира (1990).
- 1966 — Марк Гэтисс, английский сценарист, актёр, режиссёр продюсер.
- 1967 — Натали Тозья, французская теннисистка, бывшая третья ракетка мира.
- 1968 — Грэм Ле Со, английский футболист.
- 1969 — Хесус Анхель Гарсия, испанский легкоатлет, чемпион мира по спортивной ходьбе, участник восьми Олимпиад (1992—2020).
- 1972
  - Таркан (наст. имя Хюсаметтин Таркан Теветоглу), турецкий певец, автор-исполнитель, продюсер.
  - Эминем (наст. имя Маршалл Брюс Мэттерс), американский рэпер, музыкальный продюсер, композитор и актёр.
- 1976 — Себастьян Абреу, уругвайский футболист, за карьеру выступал за 31 клуб из 11 стран.
- 1977 — Андре Виллаш-Боаш, португальский футбольный тренер и автогонщик.
- 1979
  - Александрос Николаидис (ум. 2022), греческий тхэквондист, двукратный призёр Олимпийских игр, чемпион Европы.
  - Кими Райкконен, финский автогонщик, чемпион «Формулы-1» (2007).
- 1980 — Екатерина Гамова, российская волейболистка, двукратная чемпионка мира, двукратная чемпионка Европы
- 1983 — Фелисити Джонс, английская актриса.
- 1984 — Джаред Таллент, австралийский легкоатлет, олимпийский чемпион по спортивной ходьбе (2012).
- 1987 — Степан Рябченко, украинский художник.

## Скончались

### До XIX века

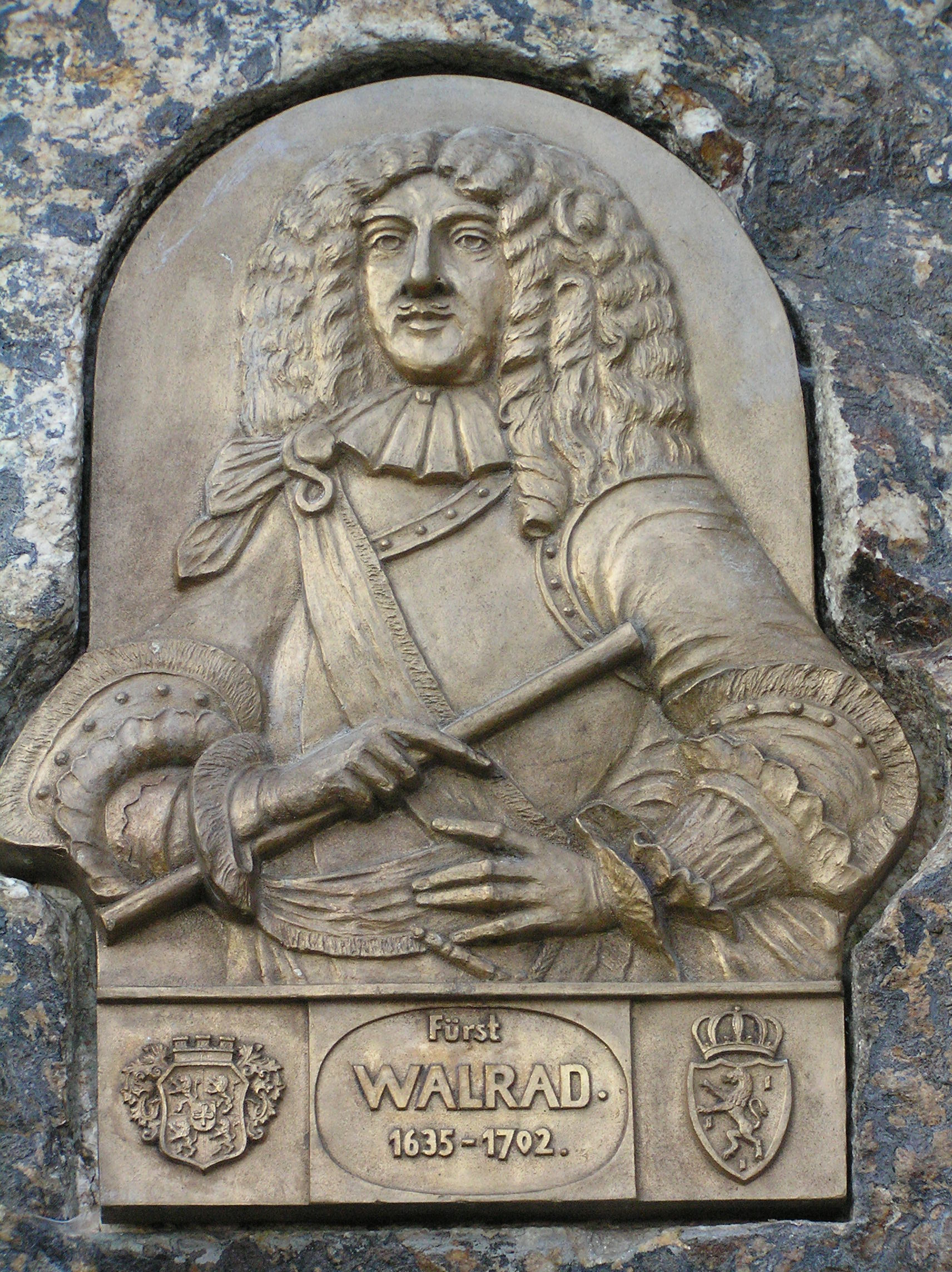
Вальрад Нассау-Узингенский

- 1428 — преподобный Андрей Рублёв (р. ок. 1360), русский иконописец.
- 1702 — Вальрад Нассау-Узингенский (р. 1635), нидерландский фельдмаршал, граф, принц.
- 1709 — Григорий Огинский (р. 1654), великий гетман литовский (с 1709).
- 1740 — Анна Иоанновна (р. 1693), российская императрица (с 1730) из династии Романовых, племянница Петра I.
- 1757 — Рене Антуан Реомюр (р. 1683), французский естествоиспытатель, член Парижской АН.
- 1744 — Джузеппе Гварнери (р. 1698), итальянский скрипичный мастер.

### XIX век
- 1806 — убит Жан-Жак Дессалин (р. 1758), основатель независимого гаитянского государства, первый правитель (1804—1806) и национальный герой Гаити.
- 1836 — Орест Кипренский (р. 1782), русский художник, график и живописец, мастер портрета.
- 1837 — Иоганн Непомук Гуммель (р. 1778), австрийский композитор и пианист-виртуоз.
- 1848 — графиня Анна Орлова-Чесменская (р. 1785), камер-фрейлина, меценат, дочь Алексея Орлова-Чесменского, сподвижника российской императрицы Екатерины II.
- 1849 — Фредерик Шопен (р. 1810), польский композитор и пианист, представитель романтизма в музыке.
- 1854 — Владимир Корнилов (р. 1806), русский флотоводец, вице-адмирал, герой Крымской войны.
- 1863 — Николай Помяловский (р. 1835), русский писатель.
- 1868 — Лора Секорд (р. 1775), канадская героиня англо-американской войны 1812 года.
- 1887 — Густав Кирхгоф (р. 1824), немецкий физик, открывший цезий и рубидий.
- 1891 — Эмиль Аколла (р. 1826), французский юрист, законовед, один из основателей Лиги мира и свободы.

### XX век
- 1903 — Пелагея Стрепетова (р. 1850), русская театральная актриса.
- 1910 — Сергей Муромцев (р. 1850), русский юрист, публицист, политический деятель.
- 1914 — Теодор Липпс (р. 1851), немецкий психолог, философ, эстетик.
- 1920 — Джон Рид (р. 1887), американский журналист, один из организаторов Коммунистической партии США.
- 1934 — Сантьяго Рамон-и-Кахаль (р. 1852), испанский физиолог, гистолог, лауреат Нобелевской премии (1906).
- 1938 — Карл Каутский (р. 1854), немецкий экономист, историк и публицист, один из лидеров и теоретиков германской социал-демократии.
- 1943 — погиб Фарид Яруллин (р. 1914), татарский советский композитор.
- 1949 — Фёдор Толбухин (р. 1894), советский военачальник, Маршал Советского Союза, Герой Советского Союза (посмертно).
- 1951 — Бернхард Келлерман (р. 1879), немецкий писатель и поэт.
- 1957 — Аветик Исаакян (р. 1875), армянский поэт, прозаик, публицист, академик АН Армянской ССР.
- 1962 — Наталия Гончарова (р. 1881), русская художница-авангардистка, график, сценограф.
- 1967 — Пу И (р. 1906), последний китайский император (1908—1912).
- 1972
  - Поликарп Какабадзе (р. 1895), грузинский советский драматург.
  - Константин Скрябин (р. 1878), русский советский биолог, академик.
- 1973 — Ингеборг Бахман (р. 1926), австрийская писательница и лирическая поэтесса.
- 1974 — Томотака Тадзака (р. 1902), японский кинорежиссёр и сценарист.
- 1976 — Александр Хвыля (р. 1905), актёр театра и кино, народный артист РСФСР.
- 1978 — Жан Амери (р. 1912), австрийский писатель, журналист, кинокритик.
- 1982 — Алексей Мишурин (р. 1912), советский кинооператор и кинорежиссёр.
- 1983 — Илья Лавров (р. 1917), русский советский писатель.
- 1984 — Емилиан Буков (р. 1909), молдавский писатель, Герой Социалистического Труда.
- 1986 — Борис Аркадьев (р. 1899), советский футболист и футбольный тренер.
- 1994 — убит Дмитрий Холодов (р. 1967), журналист «Московского комсомольца», жертва заказного убийства.
- 1996 — Ярослав Балик (р. 1924), чешский кинорежиссёр и сценарист.
- 1998 — Джоан Хиксон (р. 1906), английская актриса театра и кино.

### XXI век
- 2008 — Урмас Отт (р. 1955), советский и эстонский тележурналист.
- 2009 — Владимир Кашпур (р. 1926), актёр театра и кино, народный артист РСФСР.
- 2012 — Сильвия Кристель (р. 1952), нидерландская модель, актриса, писательница.
- 2017 — Даниэль Дарьё (р. 1917), французская актриса и певица.
- 2024 — Эндрю Шалли (р. 1926), польский и американский эндокринолог, лауреат Нобелевской премии по физиологии и медицине (1977).